# Вільнер Володимир Бертольдович
Вільнер Володимир Бертольдович (21 березня 1885, Гродно — 9 серпня 1952, Київ) — російський, радянський, український режисер театру і кіно, театральний актор. Заслужений артист РРФСР (1935). Народний артист УРСР (1940).

## Життєпис
1910 — закінчив приватні драматичні курси.
1912 — закінчив Санкт-Петербурзький університет.
1911—1912 — працював у Новому драматичному театрі (Санкт-Петербург).
1918—1920 — працював у Харківській трупі М. Синельникова.
1921—1924 — режисер «Театру казки» (ТЮГу) м. Харків.
з 1922 — викладач Вищого державного театрального технікуму.
з 1923 — головний режисер Першого державного театру для дітей (м. Харків). Вистави: «Алі-Нур» (1921, драм. композиція В. Мейєрхольда і Ю. Бонді за мотивами п'єси О. Вайльда «Зоряний хлопчик»). «Ведмідь і Паша» (1923), «Хубеане» (1924).
у 1926—1928 роках працював в Одеській держдрамі, в 1938—1941 роках в Київському українському драмтеатрі ім. І. Франка. У 1928—1931 роках очолював Київський російський драмтеатр, у 1947—1950 роках — Київський театр музкомедії.
Викладав з 1927 року. З 1947 року — професор Київського інституту театрального мистецтва.
Також працював у театрах Москви (1924–26, 1931–34), Ростова-на-Дону (1934–36), Ленінграда (нині С.-Петербург, 1937– 38), Куйбишева (нині Самара, 1942–44), Московській дирекції фронтових (згодом гастрольних) театрів (1944–47).
Фільми, зняті на Одеській кіностудії ВУФКУ: «Беня Крик» (1926), «Цемент» (1927), «Очі, які бачили» (1928).